# Anton Ackermann
Anton Ackermann (født Eugen Hanisch den 25. december 1905 i Thalheim i Sachsen, død 4. maj 1973 i Østberlin) var en tysk kommunistisk politiker og kortvarigt udenrigsminister i DDR i 1953.

## Opvækst og ungdom
Ackermann var søn af en hosemager og arbejdede efter afslutningen af folkeskolen som arbejdsmand og hosemager. Han var aktiv i det socialistiske ungdomsforbund Freie Sozialistische Jugend (FSJ) og i årene 1920–28 i det kommunistiske ungdomsforbund Kommunistischen Jugendverbandes Deutschlands (KJVD). 1926 blev han medlem af det tyske kommunistparti KPD.
Fra 1929 til 1931 var han tilknyttet Den Internationale Leninskole i Moskva, hvorfra han i 1933 blev kandidat. Han blev herefter tilknyttet Tysklands afdeling af Komintern, hvor han bl.a. var personlig assistent for Fritz Heckert og Wilhelm Pieck.
Efter nazisternes magtovertagelse arbejdede Ackermann i 1933-1935 illegalt for KPD i Berlin, bl.a. som sekretær for John Schehr. I 1935 emigrerede han til Prag og boede der indtil 1937. Under den spanske borgerkrig var han i 1937 leder af en afdeling af de Internationale Brigader i Benicàssim. Efter et ophold i Paris i 1940 tog han til Moskva, hvor han blev redaktør af den tysksprogede avis Das Freie Wort ("Det Frie Ord"). Fra 1941 blev han beskæftiget med tilfangetagne tyske krigsfanger og blev medstifter af Nationalkomitee Freies Deutschland; en komité, der bestod af tyske kommunister i eksil i Sovjetunionen samt optagne tyske krigsfanger. I 1941-45 var han leder af radiosenderen Freies Deutschland. Han modtog i 1945 den sovjetiske Den Røde Stjernes Orden.
Han var i denne periode fortaler for en særlig tysk vej til socialismen, der bl.a. indebar, at fasen med proletariatets diktatur ikke ansås nødvendig for opnåelse af en tysk socialisme.

## Efter krigsafslutningen
Ved krigens afslutning rejste Ackermann i maj 1945 med den sovjetiske militæradministrations tilladelse sammen med Walter Ulbricht, Wilhelm Pieck og Franz Dahlem til den sovjetiske besættelseszone for at etablere et nyt KPD og for at forestå etableringen af et civilsamfund. Gruppen af tilbagevendte exil-tyskere (kaldet Ulbricht-gruppen) var organisatorisk opdelt i tre grupper, hvoraf Ackermann havde ansvaret for den gruppe, der stod for genopbygningen i Sachsen og etablerede grundlaget for den sovjetiske militæradministration, der i 1945-1949 stod for administrationen af den sovjetiske besættelseszone. Han forfattede politiske programmer for KPD og senere SED. Han var forfatter og medunderskriver af "opråbet for KPD" den 11. juni 1945. Ackermann spillede en stor rolle i ved den tvungne fusion af SPD og KPD til SED i foråret 1946 og formulerede sammen med Socialdemokraterne "principper og mål for SED".
På den første partikongres for det fusionerede SED i april 1946 blev Ackermann valgt til partiets ledelse og centrale sekretariat og blev samme år medlem af den saksiske Landdag.
Efter Tito i 1948 havde løsrevet Jugoslavien fra Sovjetunionens indflydelse, måtte Ackermann opgive sine teser om den "særlige tyske vej til socialismen".

## I DDR
I 1949 var Ackermann kandidat til Centralkomitéens politbureau i SED. Han var i 1950–1954 udpeget til Folkekammeret og i 1949-1953 statssekretær i udenrigsministeriet og leder af Instituttet for Videnskabelig Forskning.
I foråret 1953 efterfulgte han Georg Dertinger som DDR's udenrigsminister, da Dertinger blev udrenset under anklager om anti-statslige aktiviteter. Ackermanns tid som udenrigsminister blev dog kort. Ackermann støttede Wilhelm Zaisser, men da Zaisser blev afsat kort efter Opstanden i DDR, blev også Ackermann frataget ministerposten i september 1953 og blev i 1954 ekskluderet fra SED's centralkomité som følge af "parti-skadelig virksomhed". Ackermann blev dog rehabiliteret i 1956.
I maj 1973 begik Ackermann selvmord efter at være blevet alvorlig syg af cancer.

## Publikationer
- Der Kampf der KPD und die junge Generation, Moskau 1936
- mit Walter Hähnel, Die junge Generation, Prag 1936
- An die lernende und suchende deutsche Jugend. Deutschlands Weg zum Wiederaufstieg und zur Einheit, Berlin 1946
- Fragen und Antworten, Berlin 1946
- Religion und Politik. Offene Worte eines Marxisten an alle Christen, Berlin 1946
- Wo steht und wohin geht die SPD, Berlin 1947
- Marxistische Kulturpolitik, Berlin 1948
- Arbeiterklasse und Kultur, Weimar 1948
- Über die Wiedergeburt des deutschen Imperialismus und den nationalen Charakter unseres Kampfes, Berlin 1951
- Hrsg. von Frank Schumann, Der deutsche Weg zum Sozialismus. Selbstzeugnisse und Dokumente eines Patrioten, Berlin 2005

## Eksterne links
- Wikimedia Commons har flere filer relateret til Anton Ackermann
- Litteratur af og om Anton Ackermann i det tyske nationalbiblioteks katalog
- Biografi Arkiveret 18. maj 2015 hos  Wayback Machine på Bundesstiftung zur Aufarbeitung der SED-Diktatur